# Gilbert Burns
Gilbert Alexander Burns (født 20. juli 1986 i Niterói, Rio de Janeiro i Brasilien), er en brasiliansk MMA-udøver og en 3 gange Brasiliansk Jiu-Jitsu verdensmester.  Han er storebror til UFC-kæmperen Herbert Burns   og konkurrerer i øjeblikket i Ultimate Fighting Championship (UFC).  Fra 18. november 2019 er han nummer 13 på UFC's welterweightrangeringsliste .  Han er i Skandinavien mest kendt for at have besejret Gunnar Nelson via enstemmig afgørelse den 28. september 2019 på UFC på ESPN + 18 i København.  

## Jiu-Jitsu karriere
Da Burns var ung, tilbød hans far at ordne sin kundes bil i bytte for tre måneders jiu-jitsu-lektioner for alle sine drenge.  Burns begyndte at træne hos Academia Associação Oriente, tilknyttet Nova Uniao ledet af Welton Ribeiro. Han trænede med Nova Uniao indtil verdensmesterskabet i 2007, hvor han kom på andenpladsen. 
I 2009 blev Burns anerkendt, da han vandt sølvmedalje ved verdensmesterskaberne i Jiu-Jitsu . 
I 2010 opnåede Burns et højt niveau af international succes, hvor han konkurrerede på verdensplan. Han nåede semifinalerne i European Open i januar; han besejrede den stærke favorit Celso Venicius i verdens Pro Cup-kvalifikationerne; han vandt VM-finalen i Abu Dhabi mod Claudio Mattos; og han vandt de brasilianske mesterskaber i maj. 
I 2011 opnåede Burns sin højeste anerkendelse, da han vandt guldmedaljen i 2011 ved World Brazilian Jiu Jitsu Championships . 

## MMA karriere

### Tidlig karriere
Efter at have vundet verdensmesterskabet i brasiliansk Jiu Jitsu i 2011, besluttede Burns at gøre MMA til sit fokus. Han fik sin professionelle MMA debut i januar 2012.

### The Ultimate Fighter: Brazil
I 2012 blev Burns valgt af UFC-kæmperen Vitor Belfort til at være grappling træner for Team Vitor i den første sæson af The Ultimate Fighter: Brazil . 

### Ultimate Fighting Championship
Burns debuterede den 26. juli 2014 på UFC på Fox 12, og erstattede en skadet Viscardi Andrade mod UFC-nykommeren, svenske Andreas Ståhl.  Han vandt kampen ved enstemmig beslutning.
Burns mødte endnu en UFC-nykommer græsk-amerikanske Christos Giagos i en lightweightkamp den 25. oktober 2014 på UFC 179.  Han vandt kampen via submission første omgang. Sejren tildelte ham ligeledes hans første Performance of the Night- bonuspris. 
Burns skulle have mødt Josh Thomson den 21. marts 2015 på UFC Fight Night 62.  Den 26. februar trak Thomson sig imidlertid ud af kampen med en ikke afsløret skade og blev erstattet af Alex Oliveira.  Efter at være blevet slået ned de første 2 omgange, vandt Burns via submission i 3. omgang.  Denne sejr tildelte ham ligeledes hans anden Performance of the Night- bonus. 
Burns mødte Michel Prazeres den 24. september 2016 på UFC Fight Night 95.  Han tabte kampen via enstemmig afgørelse. 
Burns skulle efter planen møde Paul Felder den 11. februar 2017 på UFC 208.  Burns trak sig imidlertid ud af kampen i midten af januar på grund af en skade. 
Burns stod overfor Jason Saggo den 16. september 2017 på UFC Fight Night 116 .  Han vandt kampen via knockout i anden omgang. 
I begyndelsen af november 2017 sagde Burns, at han havde underskrevet en ny firekampskontrakt med UFC. 
Burns stod overfor Dan Hooker den 7. juli 2018 på UFC 226.  Han tabte kampen via knockout i den første omgang, hvilket var første gang han blev stoppet i en kamp i sin MMA-karriere. 
Burns trådte ind som en sen erstatning for at møde Gunnar Nelson den 28. september 2019 på UFC på ESPN + 18 i København.  Han vandt kampen via enstemmig afgørelse. 

## Mesterskaber og præstationer
- Ultimate Fighting Championship
  - Performance of the Night (to gange) vs. Christos Giagos og Alex Oliveira [27] [28]

- Brasiliansk Jiu-Jitsu

2011
- IBJJF verdensmester [9]

2010
- link= IBJJF World No-gi Champion [9]
- UAEJJF Abu Dhabi Pro Champion
- CBJJ Brazilian National Champion

2009
- CBJJE Brazilian Cup Champion [9]
- IBJJF European Open 3. plads

2007
- IBJJF verdensmesterskab 2. plads [9]